# Кацелово
Кацелово (болг. Кацелово) — село в Болгарии. Находится в Русенской области, входит в общину Две-Могили. Население составляет 818 человек.

## Политическая ситуация
В местном кметстве Кацелово, в состав которого входит Кацелово, должность кмета (старосты) исполняет Иван Николаев Николаев (Граждане за европейское развитие Болгарии (ГЕРБ)) по результатам выборов правления кметства.
Кмет (мэр) общины Две-Могили — Драгомир Дамянов Драганов (коалиция партий: Союз демократических сил, Демократическая партия, Демократы за сильную Болгарию, Земледельческий народный союз) по результатам выборов в правление общины.